# Kowtow
Kowtow (рус. «коутоу») — второй студийный альбом британской группы Pendragon, выпущенный в 1988 году.

## Информация об альбоме
Альбом стал первым релизом Pendragon, выпущенным на собственном звукозаписывающем лейбле группы Toff Records. Долгое время считалось, что альбом записывался в качестве демо для фирмы EMI, и позднее эта информация была подтверждена группой.
Как и многие другие музыкальные коллективы нео-прога, к концу 1980-х Pendragon стали склоняться в сторону поп-рока. На альбоме Kowtow поп-роковая составляющая особенно заметна в композициях «Saved By You» и «2 AM». В целом альбом получился не очень удачным и не принёс Pendragon желаемого коммерческого успеха.
В августе 2012 года альбом был ремастирован и перевыпущен с бонус-треками и новой обложкой.

## Список композиций
1. Saved By You (3:58)
2. The Mask (4:01)
3. Time For A Change (3:56)
4. I Walk The Rope (4:47)
5. 2 AM (4:14)
6. Total Recall (7:00)
7. The Haunting (10:40)
8. Solid Heart (4:20)
9. Kowtow (8:56)

## Участники записи
- Nick Barrett — вокал, гитара
- Peter Gee — бас-гитара
- Fudge Smith — барабаны
- Clive Nolan — клавишные

Приглашённые музыканты
- Julian Siegal — саксофон